# 더 익스체인지 106
더 익스체인지 106(영어: The Exchange 106)는 말레이시아 쿠알라룸푸르에 위치하고 있다.

## 같이 보기
- 마천루 목록
- 아시아의 마천루 목록
- 말레이시아의 마천루 목록
- 쿠알라룸푸르의 마천루 목록